# 但丁故居
43°46′15.59″N 11°15′25.56″E / 43.7709972°N 11.2571000°E
但丁故居（Casa di Dante）位于佛罗伦萨古城中心的圣玛格丽塔路1号，是设有中世纪塔楼的房屋，1911年辟为博物馆。但丁写道，他出生在圣马蒂诺本堂区，巴迪亚佛罗伦萨教堂的阴影下，但不能肯定就是这座建筑。诗人在附近的切尔基的圣玛格丽塔教堂初次与贝阿特丽切相遇。